# Commission internationale des unités et mesures radiologiques
La Commission internationale des unités et mesures radiologiques, couramment abrégée ICRU pour International Commission on Radiation Units and Measurements, est un organisme créé en 1925, à l'occasion du 1er congrès international de radiologie. Initialement appelée Comité international des unités de rayons X (International X-Ray Unit Committee en anglais), elle avait été établie en premier lieu pour développer les standards et unités indispensables à la radioprotection du personnel médical travaillant en radiologie et en radiothérapie. 
Son rôle s'est depuis étendu, et elle a pour vocation d'élaborer des recommandations suivies dans le monde entier concernant la définition des grandeurs, unités et méthodes de mesure de la radioactivité et des rayonnements ionisants. 

## Contributions
Trois ans après sa création, le Comité international des unités de rayons X tient son premier congrès en 1928, et définit alors la première unité standard de mesure de la dose, le röntgen. 
Ce nouveau standard fut utilisé en 1934 par l'International X-ray and Radium Protection Committee (l'ancêtre de la CIPR) pour proposer la première limite destinée à la protection des travailleurs exposés à des rayonnements ionisants : « On estimait qu'une personne en bonne santé pouvait tolérer une exposition professionnelle aux rayons X ou gamma de 0,2 roentgen par journée de travail sans souffrir de troubles de la peau, d'anémie ou d'atteinte à la fécondité ». En réalité, cette première limite équivalait à environ 500 mSv/an, soit 25 fois la limite recommandée aujourd'hui en radioprotection.
En 1953, l'ICRU était consciente que le röntgen, par définition mesuré dans l'air, n'était pas adapté à la définition de limites d'irradiation dans les tissus, et introduisit une nouvelle unité, le rad. Depuis lors, l'ICRU a continué à publier régulièrement des recommandations définissant ou précisant les grandeurs physiques et les unités de mesure à utiliser pour la dosimétrie, : 
- le kerma, la dose, la dose efficace, la dose équivalente…
- le gray (1974), le becquerel (1975), le sievert (1979)…

Ces rapports complètent et sont complétés par ceux de la Commission internationale de protection radiologique. Ainsi l'introduction du rad par l'ICRU pour quantifier la dose radiative fut rapidement suivie par la définition du rem (acronyme de Röntgen equivalent man) par la CIPR pour quantifier la dose équivalente.
Pendant longtemps, la référence est restée le rapport no 33, « Radiation Quantities and Units », publié en 1980. Ce rapport a depuis été remis à jour à plusieurs reprises, et les publications ICRU de référence sont maintenant les rapports no 51, « Quantities and Units in Radiation Protection Dosimetry » et no 85, « Fundamental Quantities and Units for Ionizing Radiation ».